# Brevipalpus encinarius
Brevipalpus encinarius är en spindeldjursart som beskrevs av De Leon 1961. Brevipalpus encinarius ingår i släktet Brevipalpus och familjen Tenuipalpidae. Inga underarter finns listade.